# Lenguas konyak
Las lenguas konyak, konyak-nocte o nagas septentrionales constituyen una pequeña familia de una docenas de lenguas sino-tibetanas habladas en el noreste de India. A pesar de la similitud de nombre no parecen especialmente relacionadas con las lenguas naga (), y de hecho algunos autores sostienen que podrían tener un parentesco más cercano con las lenguas bodo-garo. Las dos lenguas mejor conocidas de la familia son el konyak (propiamente dicho) y el idioma nocte.

## Clasificación

### Lenguas de la familia
Las lenguas konyak se dividen convencionalmente en tres ramas:
- Konyak–Chang: konyak, chang, wancho, phom
- Tangsa–Nocte: tase (Tangsa), nocte, tutsa
- El Khiamniungan es una lengua divergente y es difícil clasificarla en las dos ramas anteriores.

Ethnologue contiene nombres para muchas más variedades, pero es difícil saber si son dialectos diferenciados de las lenguas anteriores o lenguas estrictamente diferentes.
El konyak es una lengua sobre la que se ha trabajado poco. Aparte de algunos libros escritos por los británicos no se ha hecho trabajo de campo recientemente. Existe una gran variación dialectal, ya que cada aldea konyak, separadas unas de otras unos 2 km, parece hablar una variante de la lengua, al punto tienen que variedades francas para comunicarse.

## Comparación léxica
Los numerales en diferentes lenguas konyak-nocte son:
| GLOSA | Konyak-Chang | Konyak-Chang | Konyak-Chang | Konyak-Chang | Tangsa-Nocte | Tangsa-Nocte | khiam- niungan | PROTO- KON.NOC. |
| GLOSA | Konyak       | Chang        | Wancho       | Phom         | Tangsa       | Nocte        | khiam- niungan | PROTO- KON.NOC. |
| ----- | ------------ | ------------ | ------------ | ------------ | ------------ | ------------ | -------------- | --------------- |
| '1'   | tʃɑ˧         | tɕè          | a-tʃa        | hɨk          | βe˦si˩       | -tʰé         | tsak           | *ti-a           |
| '2'   | ɳi˦          | pə́ɲì ɲî      | a-ɲi         | ɲì           | βe˦ni˨       | -ní          | ni-me          | *-ni            |
| '3'   | lim˧˨        | sɤ̀m          | a-d̩əm        | cʌm          | βe˦dim˨      | -rə́m         | səme           | *səm            |
| '4'   | pə-li˧       | lɛî          | bɪdʒi a-li   | ə-lì         | bɤli˨        | bə-lí        | pə-le          | *b-li           |
| '5'   | ŋɑ˦          | ŋâw          | a-ɲia        | ŋà           | ba˩ŋe˨       | bə-ŋá        | pə-ŋo          | *b-ŋa           |
| '6'   | wɔk˧˨        | lɐ̂k          | agɔk         | wɔk          | tə˨ruk˩      | ə-rók        | luok           | *k-rok *t-rok   |
| '7'   | ɳɪʔ˧˨        | ɲɛ̂t          | a-nat        | ɲʌt          | meʔ˨si˩      | ə-ŋít        | tʃi-niat       | *-niat          |
| '8'   | təʔ˧˨        | sɤ̂t          | a-sat        | ʃʌt          | təcʰɤt˩      | ə-sét        | pə-tʃei        | *t-cat *b-ʧat   |
| '9'   | tu˧          | kɯ̂           | a-ku         | ʃɯ̀           | təku˧        | ə-kʰú        | lə-kʰao        | *t-ku *d-ku     |
| '10'  | pən˧˨        | ân           | ban          | ʌn           | ro˩si˩       | ə-cʰí        | tʃe            | *pan *cʰi       |
Los números, las tildes y los símbolos al final de sílaba son formas diferentes de indicar los tonos.